# UNICEF Open 2010 - Qualificazioni singolare femminile
Le qualificazioni del singolare femminile dell'UNICEF Open 2010 sono state un torneo di tennis preliminare per accedere alla fase finale della manifestazione. I vincitori dell'ultimo turno sono entrati di diritto nel tabellone principale. In caso di ritiro di uno o più giocatori aventi diritto a questi sono subentrati i lucky loser, ossia i giocatori che hanno perso nell'ultimo turno ma che avevano una classifica più alta rispetto agli altri partecipanti che avevano comunque perso nel turno finale.
Le qualificazioni del UNICEF Open  2010 prevedevano 16 partecipanti di cui 4 sono entrati nel tabellone principale.

## Teste di serie
1. Arantxa Parra-Santonja (Qualificata)
2. Anastasija Rodionova (Qualificata)
3. Sandra Záhlavová (Qualificata)
4. Tatjana Maria (ultimo turno)

1. Julie Coin (Qualificata)
2. Anastasija Pivovarova (ultimo turno)
3. Gréta Arn (ultimo turno)
4. Anne Kremer (primo turno)

## Qualificati
1. Arantxa Parra-Santonja
2. Anastasija Rodionova

1. Sandra Záhlavová
2. Julie Coin

## Tabellone

### Legenda
| - Q = Qualificato - WC = Wild card - LL = Lucky loser | - ALT = Alternate - SE = Special Exempt - PR = Protected Ranking | - w/o = Walkover - r = Ritirato - d = Squalificato |

### Sezione 1
|  | Primo turno | Primo turno       | Primo turno       | Primo turno | Primo turno |  |  | Ultimo turno | Ultimo turno     | Ultimo turno     | Ultimo turno | Ultimo turno |  |
|  |             |                   |                   |             |             |  |  |              |                  |                  |              |              |  |
|  | 1           | A Parra-Santonja  | A Parra-Santonja  | 6           | 6           |  |  |              |                  |                  |              |              |  |
|  |             | Estelle Guisard   | Estelle Guisard   | 4           | 4           |  |  | 1            | A Parra-Santonja | A Parra-Santonja | 7            | 6            |  |
|  | 6           | A Pivovarova      | A Pivovarova      | 6           | 6           |  |  | 6            | A Pivovarova     | A Pivovarova     | 6(1)         | 4            |  |
|  |             | Valerija Savinych | Valerija Savinych | 4           | 2           |  |  |              |                  |                  |              |              |  |

### Sezione 2
|  | Primo turno | Primo turno    | Primo turno | Primo turno | Primo turno |  |  | Ultimo turno | Ultimo turno | Ultimo turno | Ultimo turno | Ultimo turno |  |
|  |             |                |             |             |             |  |  |              |              |              |              |              |  |
|  | 2           | A Rodionova    | 6           | 0           | 6           |  |  |              |              |              |              |              |  |
|  |             | Tat'jana Puček | 1           | 6           | 3           |  |  | 2            | A Rodionova  | A Rodionova  | 6            | 6            |  |
|  | 7           | Gréta Arn      | 4           | 6           | 6           |  |  | 7            | Gréta Arn    | Gréta Arn    | 1            | 3            |  |
|  |             | M-È Pelletier  | 6           | 1           | 4           |  |  |              |              |              |              |              |  |

### Sezione 3
|  | Primo turno | Primo turno      | Primo turno      | Primo turno | Primo turno |  |  | Ultimo turno | Ultimo turno     | Ultimo turno     | Ultimo turno | Ultimo turno |  |
|  |             |                  |                  |             |             |  |  |              |                  |                  |              |              |  |
|  | 3           | Sandra Záhlavová | Sandra Záhlavová | 7           | 6           |  |  |              |                  |                  |              |              |  |
|  |             | Līga Dekmeijere  | Līga Dekmeijere  | 63          | 4           |  |  | 3            | Sandra Záhlavová | Sandra Záhlavová | 6            | 6            |  |
|  |             | Anne Kremer      | Anne Kremer      | 6           | 6           |  |  |              | Anne Kremer      | Anne Kremer      | 3            | 1            |  |
|  | 8           | Sally Peers      | Sally Peers      | 3           | 2           |  |  |              |                  |                  |              |              |  |

### Sezione 4
|  | Primo turno | Primo turno      | Primo turno   | Primo turno | Primo turno |  |  | Ultimo turno | Ultimo turno  | Ultimo turno | Ultimo turno | Ultimo turno |  |
|  |             |                  |               |             |             |  |  |              |               |              |              |              |  |
|  | 4           | Tatjana Maria    | Tatjana Maria | 6           | 6           |  |  |              |               |              |              |              |  |
|  |             | M Kondrat'eva    | M Kondrat'eva | 1           | 2           |  |  | 4            | Tatjana Maria | 6            | 4            | 4            |  |
|  | 5           | Julie Coin       | 3             | 6           | 6           |  |  | 5            | Julie Coin    | 4            | 6            | 6            |  |
|  |             | Richèl Hogenkamp | 6             | 4           | 3           |  |  |              |               |              |              |              |  |